# Lucio Battisti
Lucio Battisti (* 5. März 1943 in Poggio Bustone; † 9. September 1998 in Mailand) war ein italienischer Cantautore (Liederdichter), Komponist und Multiinstrumentalist.
Er gilt als eine der einflussreichsten und innovativsten Figuren in der italienischen populären Musik, sowohl als Komponist und Interpret seiner eigenen Musik als auch als Komponist für andere Sänger. Im Lauf seiner Karriere hat er über 25 Millionen Platten verkauft.

## Leben und Karriere
Lucio Battisti wurde in Poggio Bustone (Provinz Rieti) am 5. März 1943 als zweiter Sohn des Zollbeamten Alfiero (1913–2008) und der Dea Battisti (1917–1983) geboren. Ein weiteres Kind seiner Eltern war die Tochter Albarita (1946–2003), während der erstgeborene Sohn, ebenfalls mit Vornamen Lucio genannt, 1942 im Alter von nur zwei Jahren gestorben war.

### Anfänge

#### 1943–1962: Kindheit und Jugend
Im Jahr 1947 zog die Familie Battisti in die Fraktion Vasche der Gemeinde Castel Sant’Angelo um, ebenfalls Provinz Rieti, und drei Jahre später nach Rom. Nach der Mittelschule erhielt Lucio Battisti von seinen Eltern als Geschenk eine Gitarre. Sein Interesse für das Instrument ging auch auf zwei Gitarristen aus der Nachbarschaft zurück, von denen er erste Rock-’n’-Roll-Stücke hörte. Möglicherweise war der Elektroinstallateur Silvio Di Carlo eine Zeit lang Battistis Gitarrenlehrer, doch lernte er wohl hauptsächlich autodidaktisch.
Battisti machte eine Lehre am Istituto tecnico industriale statale Galileo Galilei, doch führte seine Leidenschaft für das Gitarrenspiel dazu, dass er über den Abbruch der Lehre nachdachte. Unter dem Druck seines Vaters und der Bedingung, dass dieser ihn vom Militärdienst freischreiben ließ, machte Battisti 1962 sein Diplom als Elektrotechniker.

#### 1962–1966: Erste musikalische Erfahrungen und die Begegnung mit Mogol
Im Herbst 1962 begann Battisti, in Neapel mit der Gruppe I Mattatori aufzutreten; Geldnöte und Einsamkeit zogen ihn jedoch wieder nach Hause. Anschließend schloss er sich der römischen Gruppe I Satiri an, die als Begleitband von Enrico Pianori fungierte und oft in Rom im Nachtclub Cabala auftrat. Dort kam es zur Begegnung mit der bereits bekannteren Band I Campioni, die nach dem Ausstieg von Bruno De Filippi auf der Suche nach einem Gitarristen war. Nachdem Alberto Radius abgelehnt hatte, schlug Bandleader Roby Matano Battisti den Posten vor, der das Angebot annahm. In der Folge zog er nach Mailand, Hauptwirkungsbereich der Campioni, und bewegte sich nun hauptsächlich im Bereich des Clubs Santa Tecla, wo zu jener Zeit Jazz und der aufkommende italienische Rock gespielt wurden. 1964 hatten die Campioni die Möglichkeit, im Rahmen einer Tournee durch Deutschland und die Niederlande ihre musikalischen Erfahrungen zu erweitern.
In Zusammenarbeit mit Bandleader Matano als Textdichter schrieb Battisti erste Lieder, etwa Se rimani con me. Diese blieben jedoch völlig unbeachtet. Allerdings wurden einige davon später mit neuen Texten wiederveröffentlicht, so Non chiederò la carità, das zu Mi ritorni in mente wurde. Am 14. Februar 1965 sprach Battisti beim Produzenten Franco Crepax vor; dabei wurde die Musikverlegerin Christine Leroux, die als Talentscout für das Label Dischi Ricordi arbeitete, auf ihn aufmerksam und leitete ein Treffen mit dem Textdichter Giulio Rapetti (Künstlername: Mogol) in die Wege. Obgleich zunächst wenig beeindruckt von Battisti und seinen Liedern, beschloss Mogol, mit ihm zusammenzuarbeiten. Mogol war es auch, der 1966 Battisti dazu drängte, seine Lieder selbst zu singen, trotz der Widerstände ihrer Plattenfirma Ricordi.
Im Februar 1966 trat der Newcomer Sergio Endrigo mit dem von Battisti und Mogol geschriebenen Lied Adesso sì beim Sanremo-Festival an. Anschließend veröffentlichte Battisti seine erste eigene Single Dolce di giorno / Per una lira, die jedoch ein Misserfolg war. Erst in den Interpretationen der Gruppen Dik Dik bzw. I Ribelli (von Demetrio Stratos) konnten sich die Lieder durchsetzen.

#### 1967–1968: Der Erfolg von29 settembreundBalla Linda
Im Jahr 1967 gelang Mogol und Battisti mit dem Lied 29 settembre, das von der Band Equipe 84 interpretiert wurde und viel in der Radiosendung Bandiera gialla gespielt wurde, ein erster Nummer-eins-Hit. Ebenfalls erfolgreich von Equipe 84 interpretiert war Nel cuore, nell’anima; für Riki Maiocchi schrieb das Duo außerdem Uno in più, mit dem insbesondere Mogol eine Erneuerung der italienischen Liedtradition anstrebte. Als Sänger veröffentlichte Battisti seine zweite Single Luisa Rossi / Era, die ein RnB- und ein mittelalterlich angehauchtes Stück enthielt und auch erfolglos blieb. Immer noch im Jahr 1967 schrieb Battisti mit Mogol Non prego per me für Mino Reitano (Sanremo-Festival 1967), und trat in La Ballata di Pickwick, der Titelmelodie von Ugo Gregorettis TV-Miniserie Il Circolo Pickwick, gesungen von Gigi Proietti, als Gitarrist in Erscheinung.
1968 folgte die Single Prigioniero del mondo / Balla Linda. Die A-Seite Prigioniero del mondo war ein von Carlo Donida und Mogol geschriebenes Lied, das ursprünglich für Gianni Morandi vorgesehen war, beim Wettbewerb Un disco per l’estate 1968 jedoch nicht in die Endausscheidung kam. Zu diesem Lied drehte Battisti auch sein erstes Musikvideo. Größeren Erfolg hatte die B-Seite Balla Linda, die musikalisch für die Zeit bereits als experimentell eingestuft werden kann und deren Text durch den Verzicht auf den traditionellen Paarreim auffällt.
Mit Balla Linda nahm Battisti am Wettbewerb Cantagiro 1968 teil und erreichte den vierten Platz. Zum ersten Mal stieg er damit als Sänger in die italienischen Charts ein, und die englische Version Bella Linda der Band The Grass Roots konnte sogar Platz 28 der amerikanischen Billboard Hot 100 erreichen.

#### 1969: Der Durchbruch als Sänger und Songwriter
Nachdem Battisti als Songwriter zweimal am Sanremo-Festival teilgenommen hatte, 1967 mit Non prego per me (Mino Reitano und The Hollies) und 1968 mit La farfalla impazzita (Johnny Dorelli und Paul Anka), trat er 1969 zum ersten und einzigen Mal selbst in Sanremo an. Das Lied Un’avventura war stark vom Rhythm and Blues beeinflusst, internationaler Ko-Interpret war Wilson Pickett. Der Beitrag erreichte im Finale des Wettbewerbs mit 69 Stimmen den neunten Platz., Die Sanremo-Teilnahme brachte Battisti ins Rampenlicht, und mit steigender Popularität sah er sich ersten Kritiken ausgesetzt: Alfonso Madeo bezeichnete Battistis Auftritt im Corriere della Sera als „unbeholfen“ (impacciata) Natalia Aspesi kritisierte in Il Giorno scharf Battistis Stimme und vermutete „Nägel, die ihm in den Hals stechen“ (chiodi che gli stridono in gola), und Paolo Panelli machte sich in Il Messaggero über Battistis nonkonformistische und wilde Frisur lustig, indem er ihn mit Struwwelpeter und Hunnenkönig Attila verglich. Am 31. Januar erschien das Sanremo-Lied auf der Single Un’avventura / Non è Francesca.
Am 4. März 1969 veröffentlichte Battisti endlich sein erstes Album Lucio Battisti, das im Grunde eine Sammlung seiner bisherigen Singles und einiger ursprünglich von anderen Interpreten veröffentlichten Liedern darstellte; am 28. März erschien die nächste Single Acqua azzurra, acqua chiara / Dieci ragazze. In einigen Interviews erklärte Battisti zu dieser Zeit zudem seine Verlobung mit Grazia Letizia Veronese der Sekretärin von Miki Del Prete aus Adriano Celentanos Plattenfirma Clan Celentano.
Am 15. April nahm er zum ersten Mal an einer Fernsehsendung teil, und zwar Speciale per voi von Renzo Arbore, die auf dem zweiten Kanal der RAI ausgestrahlt wurde. In der Sendung bewarb er das Lied Acqua azzurra, acqua chiara, das sich zu einem der Sommerhits des Jahres entwickelte: Nach einem dritten Platz beim Cantagiro 1969 mit 861 Stimmen gelang Battisti der Sieg beim Festivalbar-Wettbewerb des Jahres mit 343.984 Stimmen, fast 50.000 Vorsprung vor den zweitplatzierten I Camaleonti.
Im Sommer 1969 absolvierte der Sänger seine erste Tournee, bestehend aus 21 Konzerten. Zusammen mit Mogol gründete er außerdem das unabhängige Plattenlabel Numero Uno, das in der Folge Acts wie Formula 3, Bruno Lauzi, Edoardo Bennato, Adriano Pappalardo oder Oscar Prudente unter Vertrag nahm. Battisti selbst war zu diesem Zeitpunkt vertraglich noch an Ricordi gebunden. Am 14. Oktober erschien Battistis nächste Single Mi ritorni in mente / 7 e 40; die A-Seite wurde am 19. Oktober in der Radiosendung Gran varietà von Walter Chiari vorgestellt und erreichte Anfang 1970 schließlich die Spitze der Singlecharts.
Trotz des eigenen Erfolges setzte er seine Songwritertätigkeit fort: Auf sein Konto gingen Erfolge wie das leicht psychedelische Questo folle sentimento von Formula 3, Mamma mia von den Camaleonti oder Il paradiso della vita (geschrieben 1968 für La ragazza 77), das 1969 in der englischen Version von Amen Corner als (If Paradise Is) Half as Nice Platz eins der britischen Charts erreichte und daraufhin von Patty Pravo auch in Italien bekannt gemacht wurde.
Schon in dieser Zeit zeigte sich Battistis schwieriger Charakter im Umgang mit dem öffentlichen Interesse an seiner Person; in einem Interview über sein Privatleben nannte er die Journalisten „verdammte Neugierige“ (dannati curiosi), er forderte vehement sein Recht auf Privatsphäre und betonte, für seine Musik und nicht für sein Privatleben beurteilt werden zu wollen.

### Battisti, Mogol und die Numero Uno
Im Lauf der gesamten 1970er-Jahre erlebte Lucio Battisti ein Maximum an Popularität und Erfolg. Seine Alben waren zwischen 1969 und 1980 durchgehend unter den meistverkauften des jeweiligen Jahres.

#### 1970: Die glückliche Zusammenarbeit mit Mogol
1970 schrieb Battisti die Musik für Sole giallo, sole nero und Io ritorno solo von Formula 3, Insieme und Io e te da soli von Mina, Per te von Patty Pravo, Mary oh Mary und E penso a te von Bruno Lauzi, sowie Io mamma, Uomini und Perché dovrei für die von ihm selbst lancierte Sara. Seine Aufnahme von E penso a te wurde 2023 mit einer Goldenen Schallplatte in Italien ausgezeichnet. Außerdem spielte er Gitarre im Lied La prima cosa bella von Nicola Di Bari, das den zweiten Platz beim Sanremo-Festival 1970 erreichte. Am 2. Juni nahm er erneut an Speciale per voi von Renzo Arbore teil. Dabei unterstrich er, keine politischen Lieder zu singen, und musste sich wieder Kritik an seiner Stimme anhören. Gestärkt vom Saalpublikum sang er daraufhin dennoch Il tempo di morire und Fiori rosa, fiori di pesco. Am 8. Juni 1970 erschien auch die Single Fiori rosa fiori di pesco / Il tempo di morire.
Vom 21. Juni bis zum 26. Juli dieses Jahres unternahmen Battisti und Mogol eine Reise zu Pferd von Mailand nach Rom, von der Battisti in einer Artikelreihe im Magazin TV Sorrisi e Canzoni berichtete. Zusammen mit Formula 3 unternahm er daraufhin eine Tournee von zehn Konzerten zwischen Rimini, Viareggio und Sestri Levante. Diese sollte seine letzte Tournee werden. Am 2. September 1970 gewann der Sänger erneut Festivalbar mit dem Lied Fiori rosa, fiori di pesco. In diesem Zusammenhang äußerte er die Absicht, ein Konzeptalbum über die Liebe aufnehmen zu wollen.
Am 15. Oktober erschien die Single Emozioni/Anna. Im November 1970 war das angekündigte Konzeptalbum Amore e non amore bereit zur Veröffentlichung. Da es jedoch als zu experimentell und unverständlich angesehen wurde (die Hälfte der Stücke waren reine Instrumentaltracks, mit einer Tendenz zum Progressive Rock), veröffentlichte Ricordi stattdessen im Dezember das Album Emozioni, das ausschließlich aus bereits veröffentlichten Liedern zusammengestellt worden war. Durch diese Entscheidung verschlechterte sich Battistis Verhältnis zur Plattenfirma.

#### 1971: Der Wechsel zu Numero Uno
Im April veröffentlichte Battisti die Single Pensieri e parole / Insieme a te sto bene. Musikproduzent Alessandro Colombini zeigte sich im Vorfeld sehr skeptisch, doch erwies sich die Single als weiterer großer Erfolg. Da die Presse zunehmend Battistis mangelnde Verfügbarkeit für Interviews und Fototermine beklagte, organisierte der Sänger am 27. April im Circolo della stampa in Mailand zusammen mit Mario Lavezzi und Mogol eine eigene Presseveranstaltung. Am 1. Mai 1971 trat er in der Fernsehsendung Teatro 10 auf, während derer er Pensieri e parole im Playback und Eppur mi son scordato di te live präsentierte. Dieser Auftritt war ein enormer Publikumserfolg. Für den Sommer schlug Mogol vor, gemeinsam schwimmend den Po bis zum Delta zu bereisen, doch aufgrund von Battistis Rheuma-Beschwerden wurde aus dem Projekt nichts. Im Juli dirigierte er in Campione d’Italia ein 25-köpfiges Orchester bei der Interpretation von 7 agosto di pomeriggio ein Lied aus dem noch immer unveröffentlichten Amore e non amore.
Doch bereits in diesem Monat entschloss sich Ricordi, das Album doch zu veröffentlichen, zusammen mit der Single Dio mio no / Era; die A-Seite wurde jedoch zensiert, da das Lied zu erotische Sätze enthielt. Am 31. Juli nahm die RAI die Fernsehsendung Tutti insieme auf, die von Mogol erdacht worden war und in der ausschließlich Interpreten aus dem Umfeld der Numero Uno auftraten: Lucio Battisti, Alberto Radius, Dik Dik, Flora Fauna Cemento, Premiata Forneria Marconi, Lally Stott, Mia Martini, Mauro Pagani, Adriano Pappalardo, Formula 3, Bruno Lauzi und Edoardo Bennato. Die Ausstrahlung am 23. September erwies sich besonders beim jüngeren Publikum als Erfolg.
Im September endete Battistis Vertrag mit Ricordi, woraufhin er zu Numero Uno wechselte. Um aus der Popularität Battistis noch möglichst großen Gewinn herausschlagen zu können, brachte Ricordi am 28. Oktober die Kompilation Lucio Battisti vol. 4 (mit zwei bislang unveröffentlichten Liedern) und am 24. Oktober die Single Le tre verità / Supermarket heraus. Im November erschien mit La canzone del sole / Anche per te Battistis erste Single für Numero Uno. Im Rahmen der Sendung Cento di queste notti am 31. Dezember präsentierte Battisti sowohl La canzone del sole als auch einen Teil von Dio mio no. Als Songwriter zeichnete er zu dieser Zeit verantwortlich für Vendo casa (Dik Dik), Eppur mi son scordato di te, Nessuno nessuno und Mi chiamo Antonio tal dei tali e lavoro ai mercati generali (Formula 3), Amor mio und La mente torna (Mina), Amore caro amore bello und L’aquila (Bruno Lauzi) sowie Un papavero (Flora Fauna Cemento).

#### 1972–1973: Die zunehmende Abkehr von den Massenmedien
Mit der Single Elena no / Una veröffentlichte Ricordi im März 1972 das letzte Material Battistis, für das sie noch die Rechte besaß.
Am 23. April nahm Battisti erneut an Teatro 10 teil. Er wurde von Alberto Lupo eingeführt und stellte (im Playback) I giardini di marzo vor, bevor er live im Duett mit Mina ein Medley aus Insieme, Mi ritorni in mente, Il tempo di morire, E penso a te, Io e te da soli, Eppur mi son scordato di te und Emozioni sang. Dieses Duett ging in die Geschichte der italienischen Popmusik ein und stellte den letzten Auftritt des Sängers im italienischen Fernsehen dar. Am 24. April erschien sein erstes Album bei Numero Uno, Umanamente uomo: il sogno, begleitet von der Single I giardini di marzo / Comunque bella.
Als Battisti sich gegenüber der Presse immer eigenwilliger gab und dem Wochenmagazin Sogno ein Interview verweigerte, geriet er ins Kreuzfeuer der Presse, wobei Sogno ihm vorwarf, nur auf Aufmerksamkeit aus zu sein, und das Magazin Oggi eine Diskussion zur Fragestellung „Ist Battisti wirklich ein Phänomen?“ (Battisti è davvero un fenomeno?) initiierte, während derer Riz Ortolani ihm vorwarf, „abzukupfern“ (scopiazzare), Augusto Martelli ihn als „fürchterlichen Dilettanten“ (dilettante spaventoso) und „aufgeblasen“ (un pallone gonfiato) bezeichnete, während Aldo Buonocore Battistis Stimme ein weiteres Mal als „Gejammer und Qual“ (la sua voce è una lagna, uno strazio) kritisierte.
Im November 1972 veröffentlichte er das Album Il mio canto libero, das ebenso wie die gleichnamige Single ein enormer Erfolg wurde. Am 12. Dezember folgte Battistis letzte Teilnahme an einer Radiosendung, Supersonic, während derer er Comunque bella, Innocenti evasioni, La canzone del sole und Sognando e risognando sang; Fabrizio Zampa verriss den Auftritt in Il Messaggero als ein „Volksfest der falschen Töne und Ungenauigkeiten“ (una sagra della stonatura e dell’approssimazione). Es handelte sich um den letzten öffentlichen Auftritt des Sängers.
1972 schrieb er auch Il mio bambino für Iva Zanicchi, Io mamma für Sara, È ancora giorno und Segui lui für Adriano Pappalardo, Mondo blu für i Flora Fauna Cemento, Aeternum, Sognando e risognando und Storia di un uomo e di una donna für Formula 3 sowie Prima e dopo la scatola für Alberto Radius. Mit zwei Ausnahmen 1976 schrieb Battisti danach keine Lieder für andere Interpreten mehr.
Am 25. März 1973 wurde der einzige Sohn von Lucio und Grazia Letizia, Luca Filippo Carlo Battisti, geboren. Das riesige Medieninteresse führte zum endgültigen Bruch Battistis mit der Presse: Am 26. März veröffentlichte Sogno einen Artikel, in dem über einen möglichen Flirt Battistis mit der auf Erotikfilme spezialisierten Schauspielerin Zeudi Araya spekuliert wurde; am 27. März drangen Journalisten in Battistis Krankenhauszimmer ein, um zu fotografieren, woraufhin er sie mit Gewalt verjagte und sich über vier Tage lang mit seiner Familie in der Klinik verschanzte. Daraufhin attestierte das Magazin Novella 2000 ihm Verfolgungswahn und veröffentlichte eine Karikatur des Sängers. Die Jagd der Presse auf Battisti ließ nicht nach; am 14. Mai berichtete Novella 2000 über eine große Verwaltungsstrafe, die er sich zugezogen hatte, während am 10. Juni TV Sorrisi e Canzoni auf der Titelseite über die Beobachtung berichtete, dass Battisti offenbar eine geheime Villa bei Brianza einrichten ließ. Tatsächlich ließ der Sänger in Dosso di Coroldo (Molteno) eine Villa gleich neben der von Mogol bauen, in der er dann mit der Familie bis zu seinem Tod leben würde. Der Presse verweigerte er sich nunmehr total: Zunächst lehnte er ein Interview mit Enzo Biagi ab, und daraufhin auch eine Anfrage von Giovanni Agnelli, der den Sänger für einen von Fiat gesponserten Auftritt im Teatro Regio in Turin gegen eine Bezahlung von 2 Milliarden Lire verpflichten wollte.
Im September 1973 erschien das Album Il nostro caro angelo mit der Single La collina dei ciliegi / Il nostro caro angelo. Hier kamen erstmals verstärkt elektronische Instrumente zum Einsatz, während die Bedeutung von Bläsern und Streichern zurückging. Mit Verkäufen von über 500.000 Exemplaren konnte es direkt an den Erfolg von Il mio canto libero anknüpfen. Noch im selben Jahr tauchte Battisti auf dem Soundtrack des Films La circostanza von Ermanno Olmi auf, mit Liedern, die er für Formula 3 geschrieben hatte. Außerdem begab der Sänger sich im Herbst 1973 nach Hamburg, wo er mit Unser freies Lied die deutschsprachige Version von Il mio canto libero aufnahm. Die Texte wurden von Udo Lindenberg geschrieben.

#### Der EinschnittAnima latina
Ende 1974 veröffentlichte Battisti unter dem Einfluss einer Südamerikareise mit Mogol das Album Anima latina, das als besonders ambitioniert, komplex und facettenreich gilt und lateinamerikanische Klänge mit Ausdrucksformen des Progressive Rock zu verbinden versucht. Die Texte sind zunehmend kryptisch, fast esoterisch, ganz untypisch für Mogols grundsätzlich vom Alltag inspirierte Dichtung. Erfolgreiche Lieder aus dem Album waren Anima latina, dessen Text Mogol selbst als seinen besten bezeichnete, Due mondi, ein Duett mit der Sängerin Mara Cubeddu, Anonimo und Macchina del tempo. Unerwartet erwies sich das Album als eines der erfolgreichsten Battistis.

#### 1975–1980: Die zweite Hälfte der Ära Mogol
Zwischen Mai und Juni 1975 unternahm Battisti eine Reise in die USA, wobei er New York, San Francisco und Los Angeles besuchte, zuletzt auch zusammen mit Mogol und Grazia Letizia; er suchte nach neuen musikalischen Inspirationen. Die RCA schlug Battisti vor, ein Best Of in englischer Sprache zu veröffentlichen, was er jedoch ablehnte, da er sich nicht allein mit der Vergangenheit beschäftigen wollte. Außerdem entstand während dieser Reise das Lied Ancora tu. Am 16. Juli 1975 entging Lucio Battistis zweijähriger Sohn Luca nur knapp einer Entführung, die von der Presse der sardischen Banditengruppe Anonima sequestri zugeschrieben wurde. Von diesem Moment an hielt sich die Familie Battisti zunehmend in London auf.
Am 17. September trafen sich in Anzano del Parco Mogol, Battisti, der Chefredakteur der Gegenkultur-Zeitschrift Re Nudo Andrea Valcarenghi und mehrere Personen aus dem Umfeld der Zeitschrift, Nanni Ricordi, Gianfranco Manfredi mit seiner Partnerin Mirella Lisignoli und Cesare Montalbetti mit Wanda Spinello, im Beisein des Journalisten Renato Marengo. Es ging um Battistis neues Album und seine geplante Teilnahme am Festival del proletariato giovanile 1976 im Parco Lambro, das von der Zeitschrift organisiert wurde. Lisignoli und Spinello kritisierten dabei Io ti venderei für den Machismus des Textes. Als Marengo sich am 12. Dezember in einem Artikel für Nuovo Sound über den Feminismus von Lisignoli und Spinello lustig machte, kam es zu Verstimmungen mit Re Nudo und die Zusammenarbeit wurde abgesagt.
Im September nahm Battisti unter der Regie von Ruggero Miti und Cesare Montalbetti Videoclips zu Ancora tu und La compagnia auf. Im Januar 1976 überließ Battisti das Lied Un uomo che ti ama Bruno Lauzi und Io ti venderei Patty Pravo; Ancora tu wurde Mina angeboten, sie lehnte es jedoch ab. Im Februar erschien schließlich sein neues Album, das von Discomusik inspiriert war und den Titel Lucio Battisti, la batteria, il contrabbasso, eccetera trug. Single war Ancora tu / Dove arriva quel cespuglio. Das Album verkaufte etwa 500.000 Exemplare und war erneut unter den erfolgreichsten des Jahres.
Am 3. September 1976 heiratete Battisti endlich in Zivilehe Grazia Letizia Veronese.
In Anknüpfung an das RCA-Angebot vom Vorjahr begann Battisti, nun auch an einem Album in englischer Sprache zu arbeiten. Für die Übersetzung der Texte verpflichtete er Marva Jan Marrow. Die Aufnahmen erfolgten in Kalifornien. Doch Mogol, der mit der Übersetzung nicht einverstanden war, gab die Aufgabe an Peter Powell weiter. Das italienische Pendant zum geplanten Album erschien im März 1977 unter dem Titel Io tu noi tutti, mit der Single Amarsi un po’ / Sì, viaggiare.
Das englischsprachige Album erschien unter dem Titel Images endlich im August im englischsprachigen Raum. Es enthielt die meisten Lieder aus Io tu noi tutti sowie La canzone del sole und Il mio canto libero. Das Album floppte allerdings, was auf Battistis schlechte englische Aussprache, die zu wörtlichen Übersetzungen, aber auch die unzureichende Bewerbung durch die RCA zurückgeführt wird. Im Anschluss veröffentlichte RCA Italiana das Album in Italien, wo es jedoch auch nur geringen Erfolg hatte.
Im Oktober 1978 veröffentlichte Battisti sein nächstes reguläres Studioalbum Una donna per amico, zusammen mit der Single Una donna per amico / Nessun dolore. Una donna per amico war erneut ein enormer Verkaufserfolg. Im Anschluss plante Battisti ein weiteres englischsprachiges Album mit dem Titel Friends oder A Woman as a Friend; doch aufgrund mangelnder Erfolgsaussichten ließ er sich davon wieder abbringen. Lediglich Baby It’s You (Ancora tu) und Lady (Donna selvaggia donna) wurden 1979 als Single veröffentlicht, ohne bemerkenswerten Erfolg. Andere bereits aufgenommene Lieder des Albums zirkulieren heute im Internet.
Im Februar 1980 erschien das Album Una giornata uggiosa, begleitet von der Single Una giornata uggiosa / Con il nastro rosa. Am 4. Juli 1980 trat Battisti das allerletzte Mal im Fernsehen auf, mit einer Playback-Performance von Amore mio di provincia im Rahmen der Sendung "Musik & Gäste" des Schweizer Fernsehens.

#### Das Ende der Zusammenarbeit mit Mogol
Nach Una giornata uggiosa folgten keine weiteren Alben Battistis mit Texten von Mogol mehr. Die Trennung, die still und ohne Streit erfolgte, ging hauptsächlich auf unterschiedliche künstlerische Ideen der beiden zurück: Während Mogol der Tradition verbunden blieb, wollte Battisti experimentieren. Außerdem kam es zu Unstimmigkeiten über die Tantiemen: Zwar erhielten sowohl Battisti als auch Mogol je ein Viertel der Einnahmen; doch im gemeinsamen Verlag Acqua azzurra, an den die Hälfte der Einnahmen ging, hielt Battisti einen Anteil von 40 %, Mogol hingegen von nur 10 %. Mogol war mit dieser Situation nicht einverstanden und forderte eine Anpassung der Quoten, doch Battisti ignorierte diese Forderung. Mogol setzte seine Arbeit nun mit Riccardo Cocciante fort; Battisti hingegen fand zunächst in Velezia (Pseudonym seiner Frau Grazia Letizia Veronese) und dann in Pasquale Panella neue Textdichter.

### Nach Mogol

#### 1981–1985:E giàund das Zusammentreffen mit Panella
Nach dem Ende der Zusammenarbeit mit Mogol ging Battisti zunächst verstärkt Hobbys wie Windsurfen (dies zusammen mit dem befreundeten Adriano Pappalardo) nach. Im September 1982 brachte er das nächste Album E già heraus, das sich in vielerlei Hinsicht von den Vorgängern unterschied: Die Lieder waren kürzer (nur eines von zwölf war länger als vier Minuten) und die Musik nunmehr rein elektronisch. Als Textdichterin ist Battistis Frau Grazia Letizia Veronese unter dem Pseudonym Velezia angeführt, auch wenn aufgrund vieler autobiographischer Verweise Battisti selbst zumindest als Koautor vermutet wird. Auch dieses Album konnte die Chartspitze erreichen, wenn es sich auch schwächer verkaufte als die Vorgänger. E già gilt als radikaler Wendepunkt in Battistis musikalischem Schaffen.
In den Jahren 1982 und 1983 arbeitete der Sänger zusammen mit Adriano Pappalardo an dessen Alben Immersione und Oh! Era ora. Dabei lernte er den römischen Textdichter Pasquale Panella kennen, der die Texte zu Oh! Era geschrieben hatte.

#### 1986–1994: Die Zusammenarbeit mit Pasquale Panella

Das Cover des Albums Hegel (1994). Wie auch die anderen Albumcover der Phase mit Panella ist es in Weiß gehalten, weshalb oft von der „weißen Periode“ (periodo bianco) gesprochen wird.

In der zweiten Hälfte der 1980er begann mit der Zusammenarbeit zwischen Lucio Battisti und Pasquale Panella die letzte Schaffensphase des Musikers. Es erschienen fünf Alben, die ausgehend von E già musikalisch sehr viel Neues versuchten (mit den Einflüssen von Rap, Techno oder Eurodance); Panellas Texte waren verglichen mit denen Mogols schwer verständlich, voller Wortspiele und Mehrdeutigkeiten. Battisti verzichtete bewusst auf Werbung durch die Medien, und die Aufnahme der Alben bei Publikum und Kritik war sehr gemischt.
Im März 1986 erschien das Album Don Giovanni. Die Musik war weniger stark elektronisch geprägt als die des Vorgängers E già. Die Kritiker waren gespalten: Während Michele Serra befand, dass das Album große Teile der italienischen Popmusik der vergangenen zehn Jahre in den Schatten stelle (Don Giovanni ridimensiona gran parte della musica leggera degli ultimi dieci anni), bezeichnete Gianfranco Manfredi es ohne Umschweife als „nervtötend“ (il disco è una palla). Mit Verkäufen von über 350.000 Exemplaren erwies sich Don Giovanni dennoch als kommerzieller Erfolg.
Am 7. Oktober 1988 folgte das Album L’apparenza. Auf Panellas Vorschlag hin war der Songwriting-Prozess für dieses Album (und alle folgenden) umgedreht worden, wodurch Battisti die Musik erst nachträglich zu Panellas Texten komponierte; traditionelle Liedstrukturen kamen damit immer weniger zum Tragen. Das Album verkaufte sich schlechter als der Vorgänger, mit wenig mehr als 200.000 verkauften Exemplaren. Als Nächstes erschien am 10. Oktober 1990 La sposa occidentale, erstmals beim Label CBS. Es erwies sich als kein besonderer Erfolg. Das Publikum begann sich nach dem alten Battisti zu sehnen, und Imitatoren des Sängers konnten große Popularität erreichen.
Am 6. Oktober 1992 veröffentlichte er Cosa succederà alla ragazza, diesmal beim Label Columbia, ein Album, auf dem der Einfluss von Rap und Techno deutlich zu spüren war. Erneut ließen die Verkäufe nach, und die Kritik war wieder gespalten: Mario Luzzatto Fegiz beschrieb Cosa succederà alla ragazza als Album „ohne Liebe, ein Albtraum“ („Cosa succederà alla ragazza è un disco senza amore, un incubo“). Alfredo Saitto nannte es eine Beleidigung des Publikums und der eigenen Musik („insulto al suo pubblico e alla sua stessa musica“), Fabrizio Zampa fühlte sich an die „Leiden Fantozzis im Cineclub“ erinnert („ricorda le sofferenze di Fantozzi al cineclub“, eine Anspielung auf den Film Il secondo tragico Fantozzi), während Marco Mangiarotti es im Gegenteil als „weiteres Meisterwerk“ ansah (un altro capolavoro).
Im Sommer 1993 traf Battisti mit Adriano Celentano zusammen, mit dem er ein gemeinsames Album zusammen mit Mina plante, das den Titel H2O tragen sollte. Trotz anfänglicher Einigkeit über das Projekt wurde nach Kommunikationsschwierigkeiten am Ende nichts daraus.
Im Januar 1994 beschloss Battisti, den laufenden Vertrag mit Sony nicht zu verlängern. Daher erschien sein nächstes Album Hegel stattdessen am 29. September wieder bei Numero Uno. Die Musik war diesmal von Eurodance geprägt, die Texte hingegen nehmen (wie der Titel) Bezug auf den deutschen Philosophen Georg Wilhelm Friedrich Hegel. Wieder war es kein nennenswerter Erfolg, und die Kritiker waren sich ein weiteres Mal uneinig: Sandro Veronesi meinte, das Album führe einem bei genauer Betrachtung vor Augen, wie klein die aktuelle italienische Musik im Gegensatz dazu sei (ma esaminato poco più attentamente […] finisce di farci vedere quanto è piccina, in confronto, l’attuale musica italiana), während Gigio Rancilio in Battistis Musik einen „inakzeptablen Skandal“ sah (uno scandalo non più accettabile). Mit der Veröffentlichung von Hegel erklärte Panella, keine Texte für Battisti mehr schreiben zu werden.

#### 1994–1998: Die letzten Jahre und der Tod
In den folgenden Jahren machten Gerüchte um eine mögliche Wiederannäherung Battistis an Mogol die Runde, doch konkretisierten sie sich nicht. Auch ein neues Album blieb ein Gerücht. Am 27. Februar 1997 wurde der Asteroid (9115) Battisti entdeckt, den man in der Folge nach dem Musiker benannte. Im Sommer 1997 wurde auf Rai 1 in der Sendung Va ora in onda die Rubrik abbattistamenti eingeführt, während derer Fans mögliche Sichtungen („avvistamenti“) Lucio Battistis melden konnten.
Im Warten auf ein neues Album des Sängers erlaubte sich 1998 der Journalist Franco Zanetti einen Aprilscherz: Am 30. März gab er auf der Website rockol.it bekannt, dass Lucio Battisti sein neues Album L’asola online über die Website luciobattisti.com veröffentlichen werde. Diese Meldung wurde von vielen Medien aufgegriffen und weiterverbreitet (so vom Corriere della Sera oder La Repubblica). Schon am nächsten Tag entlarvte Zanetti das Ganze als Scherz. Nichtsdestotrotz wurde L’asola auch danach noch oft fälschlich als letztes Album Battistis genannt.
Zwischen 29. und 30. August 1998 wurde bekannt, dass Battisti in ein Mailänder Krankenhaus eingeliefert worden war. Während des elftägigen Aufenthalts wurde auf Verlangen der Familie kein ärztlicher Befund öffentlich gemacht. Am 6. September verschlechterte sich sein Zustand, und am 8. wurde er auf die Intensivstation des Ospedale San Paolo verlegt. Am Morgen des 9. September 1998 verstarb Lucio Battisti dort im Alter von nur 55 Jahren; die Todesursache wurde nie offiziell bekanntgegeben. Im Krankenbericht hieß es lediglich, der Patient sei aufgrund von Komplikationen im Rahmen eines von Anfang an ernsten Krankheitsbildes verstorben (“è deceduto per intervenute complicanze in un quadro clinico severo sin dall’esordio”). Spekulationen vermuteten einen Tumor oder Glomerulonephritis. Die Beerdigung fand im engen Kreis in Molteno statt; unter den Trauergästen war auch Mogol.

#### Von 1998 bis heute: Jüngste Ereignisse
Noch heute erfreut sich Battisti in Italien großer Popularität.
Seine Witwe Grazia Letizia Veronese wacht streng über den Nachlass des Sängers und hat wiederholt rechtliche Schritte gegen Veranstaltungen (etwa 2006 gegen das Festival Un’avventura, le emozioni in Molteno) oder Alben- und Videoveröffentlichungen (etwa das Video von Delta V zu Prendila così 2004, eine DVD von Dik Dik 2005 oder die Bühnenshow zu Ligabues Buonanotte all’Italia 2008, während derer Bilder Battistis zum Einsatz kamen,) unternommen, was ihr Kritik von Fans einbrachte.
Am 6. September 2013, wenige Tage, nachdem das Mailänder Oberlandesgericht im Rechtsstreit um das Festival 2006 zugunsten der Gemeinde Molteno entschieden hatte, ließ die Witwe Battistis sterbliche Überreste nach San Benedetto del Tronto, ihrem eigenen Wohnsitz, überführen, wo diese am 9. September 2013 eingeäschert wurden. In Molteno verblieben die Familienvilla und das leere Grab.

## Vermächtnis
Battisti hinterließ 19 Studioalben. Die Texte von Mogol gelangten ins kollektive Gedächtnis, sodass einige Textzeilen im Italienischen zu geflügelten Worten wurden, etwa lo scopriremo solo vivendo („Wir werden es nur entdecken, indem wir es durchleben“) aus Con il nastro rosa, oder die Wendung una donna per amico („eine Frau zum Freund“) mit all ihren Abwandlungen, oder auch come può uno scoglio arginare il mare, aus Io vorrei… non vorrei… ma se vuoi…; in den 80er-Jahren wurde der Satz Le discese ardite e le risalite, auch aus Io vorrei… non vorrei… ma se vuoi…, von den Roten Brigaden als Titel einer Programmschrift gewählt.
Der große Einfluss Battistis auf die heutige Musikszene ist nicht zu leugnen, und viele Musiker haben ihre Verehrung für Battisti zum Ausdruck gebracht, darunter Claudio Baglioni, David Bowie, Cesare Cremonini, Francesco De Gregori, Zucchero, Gianluca Grignani, Ligabue, Mia Martini, Ennio Morricone, Gianna Nannini, Max Pezzali, Vasco Rossi, Laura Pausini, Marcella Bella, José Feliciano, Pete Townshend oder Renato Zero.

## Diskografie

### Studioalben
| Jahr | Titel Musiklabel Katalog-Nr.                                                 | Höchstplatzierung, Gesamtwochen, AuszeichnungChartsChartplatzierungen (Jahr, Titel, Musiklabel Katalog-Nr., Platzierungen, Wochen, Auszeichnungen, Anmerkungen) | Anmerkungen |
| Jahr | Titel Musiklabel Katalog-Nr.                                                 | IT | Anmerkungen |
| ---- | ---------------------------------------------------------------------------- | --- | --- |
| 1969 | Lucio Battisti Ricordi SMRL 6063                                             | IT1 Platin (2023) · (43 Wo.)IT | Erstveröffentlichung: 5. März 1969 1998 Platz 10 in den FIMI-Charts (14 Wochen) 2000 Edition Dischi d’oro Platz 70 (3 Wochen) 2012 Limited Edition Platz 25 (1 Woche) |
| 1970 | Emozioni Ricordi SMRL 6079                                                   | IT1 ×2Doppelplatin (2024) · (… Wo.)IT | Erstveröffentlichung: Dezember 1970 1998 Platz 9 in den FIMI-Charts (35 Wochen) 2000 Edition Dischi d’oro Platz 16 (11 Wochen) Verkäufe: + 100.000                    |
| 1971 | Amore e non amore Ricordi SMRL 6074                                          | IT1 (29 Wo.)IT | Erstveröffentlichung: Juli 1971 |
| 1971 | Lucio Battisti vol. 4 Ricordi SMRL 6091                                      | IT3 (20 Wo.)IT | Erstveröffentlichung: 21. Oktober 1971 |
| 1972 | Umanamente uomo: il sogno Numero Uno ZSLN 55060                              | IT1 Gold (2023) · (39 Wo.)IT | Erstveröffentlichung: April 1972 2007 Platz 58 in den FIMI-Charts (4 Wochen) Verkäufe: + 25.000                                                                       |
| 1972 | Il mio canto libero Numero Uno DZSLN 55156                                   | IT1 Platin (2024) · (43 Wo.)IT | Erstveröffentlichung: November 1972 1998 Platz 31 in den FIMI-Charts (4 Wochen) 2000 Edition Dischi d’oro Platz 27 (9 Wochen) Verkäufe: + 50.000                      |
| 1973 | Il nostro caro angelo Numero Uno DZSLN 55660                                 | IT1 (30 Wo.)IT | Erstveröffentlichung: September 1973 2007 Platz 66 in den FIMI-Charts (3 Wochen)                                                                                      |
| 1974 | Anima latina Numero Uno DZSLN 55675                                          | IT1 (28 Wo.)IT | Erstveröffentlichung: Dezember 1974 2007 Platz 81 in den FIMI-Charts (2 Wochen)                                                                                       |
| 1976 | Lucio Battisti, la batteria, il contrabbasso, eccetera Numero Uno ZSLN 55685 | IT1 (35 Wo.)IT | Erstveröffentlichung: Januar 1976 2007 Platz 44 in den FIMI-Charts (9 Wochen)                                                                                         |
| 1977 | Io tu noi tutti Numero Uno ZPLN 34006                                        | IT1 (29 Wo.)IT | Erstveröffentlichung: März 1977 2007 Platz 59 in den FIMI-Charts (3 Wochen)                                                                                           |
| 1977 | Images RCA Victor PL 11839                                                   | IT11 (7 Wo.)IT | Erstveröffentlichung: September 1977 |
| 1978 | Una donna per amico Numero Uno ZPLN 34036                                    | IT1 Gold (2022) · (28 Wo.)IT | Erstveröffentlichung: Dezember 1978 1998 Platz 29 in den FIMI-Charts (11 Wochen)                                                                                      |
| 1980 | Una giornata uggiosa Numero Uno ZPLN 34084                                   | IT1 Gold (2024) · (25 Wo.)IT | Erstveröffentlichung: Januar 1980 2007 Platz 30 in den FIMI-Charts (10 Wochen)                                                                                        |
| 1982 | E già Numero Uno ZPLN 34182                                                  | IT1 (19 Wo.)IT | Erstveröffentlichung: September 1982 |
| 1986 | Don Giovanni Numero Uno PL 70991                                             | IT1 (20 Wo.)IT | Erstveröffentlichung: März 1986 2007 Platz 75 in den FIMI-Charts (3 Wochen)                                                                                           |
| 1988 | L’apparenza Numero Uno PL 71850                                              | IT2 (18 Wo.)IT | Erstveröffentlichung: 7. Oktober 1988 2007 Platz 87 in den FIMI-Charts (1 Woche)                                                                                      |
| 1990 | La sposa occidentale CBS                                                     | IT3 (12 Wo.)IT | Erstveröffentlichung: September 1990 |
| 1992 | Cosa succederà alla ragazza Sony/Columbia                                    | IT5 (7 Wo.)IT | Erstveröffentlichung: Oktober 1992 |
| 1994 | Hegel Numero Uno                                                             | IT5 (6 Wo.)IT | Erstveröffentlichung: 29. September 1994 |

Weitere Studioalben
- 1970: Lucio Battisti vol. 2 (reine MC-Veröffentlichung, RI-K 740.143)

### Kompilationen (Auswahl)
| Jahr                | Titel                                                   | Höchstplatzierung, Gesamtwochen, AuszeichnungChartsChartplatzierungen (Jahr, Titel, Platzierungen, Wochen, Auszeichnungen, Anmerkungen) | Anmerkungen                                                 |
| Jahr                | Titel                                                   | IT | Anmerkungen                                                 |
| ------------------- | ------------------------------------------------------- | --- | ----------------------------------------------------------- |
| 1974                | Superbattisti Ricordi                                   | IT23 (3 Wo.)IT |                                                             |
| 1985                | Lucio Battisti (Blu) Ricordi                            | IT19 Gold (2011) · (… Wo.)IT | Verkäufe: + 30.000                                          |
| 1990                | Sì, viaggiare… 1967/1972                                | IT18 (1 Wo.)IT | Charteinstieg erst 1998                                     |
| 1990                | Sì, viaggiare… 1972/1977                                | IT34 (2 Wo.)IT | Charteinstieg erst 1998                                     |
| 1990                | Sì, viaggiare… 1976/1982                                | IT29 (1 Wo.)IT | Charteinstieg erst 1998                                     |
| 1992                | Le origini Ricordi/RTI                                  | IT4 (14 Wo.)IT | Erstveröffentlichung: September 1992                        |
| 1995                | Le origini vol. 2                                       | IT14 (12 Wo.)IT |                                                             |
| 1995                | Battisti                                                | IT39 (2 Wo.)IT |                                                             |
| 1996                | Pensieri, emozioni                                      | IT1 (80 Wo.)IT |                                                             |
| 1998                | Gli anni 70                                             | IT6 (10 Wo.)IT |                                                             |
| 1999                | I miti musica: Lucio Battisti                           | IT2 (9 Wo.)IT | Erstveröffentlichung: 1. März 1999                          |
| 1999                | Pensieri, emozioni 2                                    | IT10 (15 Wo.)IT |                                                             |
| 2000                | I miti musica: Lucio Battisti vol. 2                    | IT46 (5 Wo.)IT |                                                             |
| 2004                | Le avventure di Lucio Battisti e Mogol                  | IT2 Platin (2013) · (228 Wo.)IT | Erstveröffentlichung: 26. November 2004 Verkäufe: + 60.000  |
| 2005                | Le avventure di Lucio Battisti e Mogol vol. 2           | IT10 (32 Wo.)IT | Erstveröffentlichung: 9. September 2005                     |
| 2006                | Ti amo                                                  | IT28 (13 Wo.)IT |                                                             |
| 2006                | Battisti-Panella. Il cofanetto                          | IT20 (4 Wo.)IT | Erstveröffentlichung: 13. Oktober 2006                      |
| 2007                | Il nostro canto libero                                  | IT26 (21 Wo.)IT | Erstveröffentlichung: 9. November 2007                      |
| 2008                | I successi                                              | IT78 (2 Wo.)IT |                                                             |
| 2009                | I capolavori di Battisti-Mogol                          | IT43 (11 Wo.)IT | Erstveröffentlichung: 6. November 2009                      |
| 2010                | Le avventure di Lucio Battisti e Mogol (Deluxe Edition) | IT73 (5 Wo.)IT | 6-CD-Box                                                    |
| 2013                | Battisti 70mo                                           | IT15 (17 Wo.)IT | Erstveröffentlichung: 26. Februar 2013                      |
| 2014                | Grandi interpreti italiani – Lucio Battisti             | IT76 (1 Wo.)IT |                                                             |
| 2017                | Masters                                                 | IT1 Platin (2018) · (47 Wo.)IT | Erstveröffentlichung: 29. September 2017 Verkäufe: + 50.000 |
| 2019                | Masters Volume 2                                        | IT7 (6 Wo.)IT | Erstveröffentlichung: 27. September 2019                    |
| 2020                | Rarities                                                | IT19 (2 Wo.)IT | Erstveröffentlichung: 25. September 2020                    |
|                     | Nummer-eins-Alben                                       | IT14IT |                                                             |
| Top-10-Alben        | IT27IT                                                  | |                                                             |
| Alben in den Charts | IT44IT                                                  | |                                                             |

### Singles
- 1966: Dolce di giorno / Per una lira
- 1967: Luisa Rossi / Era

| Jahr | Titel Album                                                      | Höchstplatzierung, Gesamtwochen, AuszeichnungChartsChartplatzierungen (Jahr, Titel, Album, Platzierungen, Wochen, Auszeichnungen, Anmerkungen) | Anmerkungen                                                                                                 |
| Jahr | Titel Album                                                      | IT | Anmerkungen                                                                                                 |
| --- | ---------------------------------------------------------------- | --- | --- |
| 1968 | Balla Linda Lucio Battisti                                       | IT17 (3 Wo.)IT | Erstveröffentlichung: 20. April 1968 A-Seite: Prigioniero del mondo                                         |
| 1968 | La mia canzone per Maria Lucio Battisti                          | IT70 (1 Wo.)IT | Erstveröffentlichung: 24. Oktober 1968 Charteinstieg erst 2019 B-Seite: Io vivrò (senza te)                 |
| 1969 | Un’avventura Lucio Battisti                                      | IT15 Platin (2023) · (9 Wo.)IT | Erstveröffentlichung: 31. Januar 1969 B-Seite: Non è Francesca Verkäufe: + 100.000                          |
| 1969 | Acqua azzurra, acqua chiara Lucio Battisti Vol. 2                | IT3 Platin (2024) · (19 Wo.)IT | Erstveröffentlichung: 28. März 1969 B-Seite: Dieci ragazze Verkäufe: + 100.000                              |
| 1969 | Mi ritorni in mente Lucio Battisti Vol. 2                        | IT1 Platin (2024) · (20 Wo.)IT | Erstveröffentlichung: 14. Oktober 1969 B-Seite: 7 e 40 Verkäufe: + 100.000                                  |
| 1970 | Fiori rosa, fiori di pesco Lucio Battisti Vol. 2                 | IT2 Gold (2023) · (19 Wo.)IT | Erstveröffentlichung: 8. Juni 1970 B-Seite: Il tempo di morire Verkäufe: + 50.000                           |
| 1970 | Emozioni                                                         | IT13 Gold (2023) · (8 Wo.)IT | Erstveröffentlichung: 15. Oktober 1970 B-Seite: von Anna Verkäufe: + 50.000                                 |
| 1970 | Anna Emozioni                                                    | IT1 (18 Wo.)IT | B-Seite von Emozioni                                                                                        |
| 1971 | Pensieri e parole Lucio Battisti Vol. 4                          | IT1 Gold (2024) · (24 Wo.)IT | Erstveröffentlichung: 4. Mai 1971 B-Seite: Insieme a te sto bene                                            |
| 1971 | Dio mio no Amore e non amore                                     | IT5 (12 Wo.)IT | Erstveröffentlichung: 26. Juli 1971 B-Seite: Era                                                            |
| 1971 | Le tre verità Lucio Battisti Vol. 4                              | IT9 (8 Wo.)IT | Erstveröffentlichung: 27. Oktober 1971 B-Seite: Supermarket                                                 |
| 1971 | La canzone del sole –                                            | IT1 Platin (2023) · (21 Wo.)IT | Erstveröffentlichung: November 1971 B-Seite: Anche per te Verkäufe: + 100.000                               |
| 1971 | Anche per te –                                                   | IT12 (3 Wo.)IT | B-Seite von La canzone del sole                                                                             |
| 1972 | Elena no –                                                       | IT21 (3 Wo.)IT | Erstveröffentlichung: 24. März 1972 B-Seite: Una                                                            |
| 1972 | I giardini di marzo Umanamente uomo: il sogno                    | IT1 Platin (2023) · (21 Wo.)IT | Erstveröffentlichung: 24. April 1972 B-Seite: Comunque bella Verkäufe: + 100.000                            |
| 1972 | Innocenti evasioni Umanamente uomo: il sogno                     | IT24 (1 Wo.)IT | B-Seite: Il leone e la gallina                                                                              |
| 1972 | Il mio canto libero                                              | IT1 ×2Doppelplatin (2024) · (28 Wo.)IT | Erstveröffentlichung: November 1972 B-Seite: Confusione 2008 Platz 42 der FIMI-Charts Verkäufe: + 200.000   |
| 1973 | La collina dei ciliegi Il nostro caro angelo                     | IT1 Platin (2024) · (22 Wo.)IT | Erstveröffentlichung: September 1973 A-Seite von Il nostro caro angelo Verkäufe: + 100.000                  |
| 1973 | Il nostro caro angelo                                            | IT13 (5 Wo.)IT | B-Seite von La collina dei ciliegi                                                                          |
| 1976 | Ancora tu Lucio Battisti, la batteria, il contrabbasso, eccetera | IT1 Gold (2021) · (24 Wo.)IT | Erstveröffentlichung: Februar 1976 B-Seite: Dove arriva quel cespuglio Verkäufe: + 35.000                   |
| 1977 | Amarsi un po’ Io tu noi tutti                                    | IT1 (27 Wo.)IT | Erstveröffentlichung: März 1977 B-Seite: Sì, viaggiare                                                      |
| 1978 | Una donna per amico                                              | IT1 Gold (2023) · (25 Wo.)IT | Erstveröffentlichung: Oktober 1978 B-Seite: Nessun dolore Verkäufe: + 50.000                                |
| 1980 | Una giornata uggiosa                                             | IT2 (22 Wo.)IT | Erstveröffentlichung: Februar 1980 · B-Seite: Con il nastro rosa (IT: Platin (2023) ) · Verkäufe: + 100.000 |
| 1982 | E già                                                            | IT6 (10 Wo.)IT | Erstveröffentlichung: 14. September 1982 B-Seite: Straniero                                                 |
| Folgende Lieder erschienen nicht als Single, wurden aber durch das Album zum Download und Streaming bereitgestellt und konnten somit eine Platzierung erlangen: |                                                                  | | |
| |                                                                  | | |
| 2008 | Io vorrei… non vorrei… ma se vuoi… Il mio canto libero           | IT48 Gold (2023) · (1 Wo.)IT | Erstveröffentlichung: 1973 Charteinstieg erst 2008                                                          |
| 2010 | La luce dell’est Il mio canto libero                             | IT76 (1 Wo.)IT | Charteinstieg erst 2010                                                                                     |
| 2019 | 29 settembre Lucio Battisti                                      | IT81 (1 Wo.)IT | Erstveröffentlichung: 1967 Charteinstieg erst 2019                                                          |
| | Nummer-eins-Singles                                              | IT10IT | |
| Top-10-Singles | IT16IT                                                           | | |
| Singles in den Charts | IT25IT                                                           | | |

### Internationale Veröffentlichungen

#### Frankreich
Album
- I giardini di Marzo (1972, Numero Uno / Vogue, LDM 30120)

Singles
- Un’avventura (1969, Ricordi/AZ, SG 65 AZ 10415)
- La canzone del sole / Anche per te (1972, Numero Uno / Vogue, NUV 4092)

#### Deutschland
Alben
- Unser freies Lied (1974, Numero Uno, UNL 407)

Singles
- Luci-ah / Du bist trotzdem schön (1974, Numero Uno, 50-16 400)

#### Vereinigtes Königreich
Alben
- Images (1977, RCA Victor, PL 31839)

Singles
- To Feel in Love / Only (1977, RCA Victor, PB 6129)
- Baby It’s You / Lady (1979, RCA Victor, PB 9439)

#### Spanien
Alben
- Il mio canto libero (1973, RCA Victor, LSP-10497)
- Umanamente uomo: il sogno (1974, RCA Victor, SPL-19169)
- Il nostro caro angelo (1974, RCA Victor, TPL1-9061)
- Anima Latina (1974, RCA Victor, SPL1-9196)
- Lucio Battisti en español – Lucio Battisti, la batteria, il contrabbasso, eccetera (1976, RCA Victor, SPL1-9334)
- Emociones (1977, Numero Uno, PL 31287)
- Amore e non amore (1978, Ricordi / Hispavox, S. 20.037)
- Una donna per amico (1978, Numero Uno, PL-34036)
- Pensieri e parole (1979, Ricordi, 200.237-Z)
- Una triste jornada (1980, Numero Uno, PL 31519)
- E già (1982, Numero Uno, PL 34182)

Singles
- Prigioniero del mondo / Balla Linda (1968, Philips, 360 184 PF)
- Un’avventura / Non è Francesca (1969, Philips, 360 240 PF)
- Dieci ragazze / Acqua azzurra acqua chiara (1969, Philips, 360 254 PF, IT: Gold)
- Mi ritorni in mente / 7 e 40 (1970, Philips, 53 60 298)
- Emozioni / Anna (1970, Ricordi, 20 20 028)
- Pensieri e parole / Insieme a te sto bene (1971, Ricordi, 20 20 041)
- La canzone del sole / Anche per te (1972, RCA Victor, 3-10661)
- Il mio canto libero / Confusione (1973, RCA Victor, 3-10863)
- La collina dei ciliegi / Il nostro caro angelo (1973, RCA Victor, TPBO 9049)
- Mi libre canción / Io vorrei… non vorrei… ma se vuoi… (1973, RCA Victor, TPBO 9104)
- Anna / Agua azul, agua clara (1974, Ricordi, 45-1047)
- La colina de las cerezas / Il nostro caro angelo (1974, RCA Victor, TPBO 9118)
- I giardini di marzo / La canzone del sole (1974, RCA Victor, SPBO 9176)
- Anima latina / Due mondi (1974, RCA Victor, SPBO 9264)
- De nuevo tu / Donde llega aquella zarza (1976, RCA Victor, SPBO 9389)
- Respirando / El velero (1976, Numero Uno / RCA Victor, PB 6059)
- Sentir amor / Sí, viajando (1977, Numero Uno, PB 6096)
- Sì, viaggiare / Amarsi un po’ (1977, Numero Uno, PB 7004, IT: Gold)
- Sí, viajando / Solos (1977, Numero Uno, PC 6158)
- A song to feel alive / The sun song (1978, Numero Uno, PB 6186)
- Una donna per amico / Nessun dolore (1978, Numero Uno, PB 7110)
- Una muchacha por amigo / Ningún dolor (1979, Numero Uno, PB 6324)
- Una triste jornada / La cinta rosa (1980, Numero Uno, PB 6461)
- E già / Straniero (1982, Numero Uno, PB 7287)

#### USA
Alben
- Images (1977, RCA Victor, TFL1-1839)
- Una donna per amico (1978, RCA, JB 11079)

Singles
- Il veliero / Respirando (1976, Peters International, PI 441)
- Song to feel alive / Only (1977, RCA, JB 11079)
- Una donna per amico / Nessun dolore (1978, Peters International, PLD 4232)

## Andere Tätigkeiten

### Fußball
Lucio Battisti war Teil des allerersten Kaders der Nazionale italiana cantanti (Fußballmannschaft aus italienischen Sängern) während ihres Spiels gegen die Nazionale Attori am 2. Oktober 1975. Die Mannschaft wurde 1981 institutionalisiert, doch Battisti nahm später nicht mehr an Spielen teil.

### Malerei
Battisti hatte großes Interesse an der Malerei: In einem Interview mit Sogno im Dezember 1970 nannte er das Zeichnen als eines seiner Hobbys; im Januar 1970 wurde er in einem Gasthaus beim Zeichnen von Comics fotografiert; im Interview mit Renato Marengo im Dezember 1974 stellte er Malerei und Musik gegenüber und nahm Bezug auf Picasso; in einem anderen Interview aus dem Jahr 1978 gab er an, sich in seiner Freizeit als abstrakter Maler (un pittore astratto) zu betätigen. Der mit Battisti befreundete Pietruccio Montalbetti meinte, Lucio habe sich zwar für einen Maler gehalten, habe abstrakte Kunst geliebt und sei von der Kraft der Farben fasziniert gewesen, er sei aber kein Maler gewesen (credeva d’essere un pittore; amava l’astrattismo, era attratto dai colori, dalla loro potenza, ma pittore non lo era affatto).
Die Betätigung als Maler beschränkte sich auf die Freizeit. Öffentlich machte er nur ganz wenige seiner Werke, nämlich eine Skizze mit dem Titel Occhi di sabbia im Rahmen seiner Teilnahme an Sanremo 1969 und die Cover der fünf Alben mit Pasquale Panella. Ein Bild von Battisti wurde später auch kurz im Dokumentarfilm Pensieri e parole (2004) auf Rete 4 gezeigt, mit Verweis auf Battistis Leidenschaft für die Malerei.
Am 21. März 2009 zeigte Battistis Neffe Andrea Barbacane (Sohn von Albarita Battisti) im Lauf der Fernsehsendung Striscia la notizia einige Bilder, die offenbar von Battisti stammten. Laut Barbacane erfolgte dies auf ausdrücklichen Wunsch von Lucios Vater Alfiero Battisti, der kurz zuvor verstorben war. Es handelte sich um Leinwandgemälde, die zwischen 1969 und 1972 entstanden sein sollen und die nach Battistis Liedern benannt sind. Für Verwunderung sorgte die Tatsache, dass einige der elf Titel (Macchina del tempo, Prigioniero del mondo, Sognando e risognando, Gente per bene e gente per male, Respirando, Due mondi, La canzone della terra, Una, Una giornata uggiosa, La collina dei ciliegi, Apparenza) auf Lieder verwiesen, die zum Zeitpunkt der angegebenen Entstehungszeit des zugehörigen Bildes noch gar nicht geschrieben worden waren (im Fall von L'apparenza etwa beträgt die Abweichung über 15 Jahre).
Vom 14. September bis zum 2. Oktober 2011 wurde im Auditorium Parco della Musica in Rom die Ausstellung Battisti, il tratto delle emozioni unter der Leitung von Gianni Borgna und Carla Ronga abgehalten, in der genannte elf Bilder ausgestellt wurden. Andrea Barbacane konnte den Journalisten keine Erklärung geben, warum die Entstehungsjahre so sehr abwichen. Am 11. Oktober äußerten Battistis Sohn Luca und die Witwe Grazia Letizia Veronese durch ihre Anwälte Zweifel an der Echtheit der ausgestellten Bilder. Weder die Fondazione Musica per Roma noch die Kuratoren der Ausstellung seien in der Lage gewesen, die genaue Herkunft der Bilder aufzuklären. Kurator Gianni Borgna erklärte daraufhin, dass die Bilder aus dem Nachlass Alfiero Battistis stammten, und dass alle Anzeichen dafür vorlägen, dass es sich um Originale handle.

### Mathematik
Laut Battistis Vater Alfiero hatte Lucio vor seinem Tod Mathematik studiert und kurz vor dem Diplom gestanden.

## Belege
1. 1 2  Lucio Battisti, 55, Italian Pop Performer. In: The New York Times. 24. September 1998 (englisch, nytimes.com [abgerufen am 11. September 2016]).
2. ↑  Ramón F. Reboiras: Lucio Battisti, cantante italiano. In: El País, 10. September 1998 (spanisch, online, abgerufen am 11. September 2016).
3. ↑  Oscar Prudente: Lucio Battisti, un innovatore assoluto. In: VivaVerdi, Januar/Februar 2009, S. 6 (siae.it (Memento vom 22. Juli 2011 im Internet Archive), PDF, abgerufen am 11. September 2016).
4. ↑  Andrea Laffranchi: Ecco tutti gli inediti di Battisti. In: Corriere della Sera, 30. August 2002 (archiviostorico.corriere.it (Memento vom 10. Mai 2015 im Internet Archive), abgerufen am 11. September 2016)
5. ↑  Tra album e diritti d’autore reddito di 4 miliardi l’anno. In: Corriere della Sera. 10. September 1998 (archiviostorico.corriere.it (Memento vom 10. Mai 2015 im Internet Archive), abgerufen am 11. September 2016).
6. ↑  Tullio Lauro, Leo Turrini: Emozioni. Lucio Battisti vita mito note. Zelig, Januar 1995, ISBN 88-86471-05-X, S. 25.
7. ↑  Morto il padre di Lucio Battisti. In: Il Messaggero. 29. November 2008, archiviert vom Original (nicht mehr online verfügbar) am 5. Dezember 2014; abgerufen am 11. September 2016 (italienisch).
8. 1 2  Beitrag Emozioni – sulle tracce di Lucio Battisti, Rai 2, 14. Juli 2011, 00:06:17.
9. 1 2  Aldo Dalla Vecchia: Intervista ad Alfiero Battisti. «Mio figlio Lucio». In: Due Mondi, 11. September 2003, abgerufen am 11. September 2016
10. ↑  Leo Turrini: Battisti. La vita, le canzoni, il mistero. Mondadori, 2008, ISBN 978-88-04-58144-4, S. 5.
11. 1 2 3 4 5  Paolo Cucco: L’autobiografia di Lucio Battisti. In: Sogno, Nr. 50–52, 12./19./26. Dezember 1970.
12. ↑  Lucio Battisti è nato a Poggio Bustone. In: Spazio in Wind, abgerufen am 11. September 2016.
13. ↑  Libretto Istituto Tecnico Industriale Statale Galileo Galilei (Memento vom 3. März 2016 im Internet Archive) (PDF), S. 3, abgerufen am 11. September 2016.
14. ↑  Gianfranco Salvatore: L’arcobaleno. Storia vera di Lucio Battisti vissuta da Mogol e dagli altri che c’erano. Giunti Editore, Oktober 2000, ISBN 88-09-01805-2, S. 16 (books.google.it).
15. ↑  Me and Lucio Battisti by Enrico Pianori, abgerufen am 11. September 2016.
16. ↑  Gianfranco Salvatore (2000), S. 47–48 (books.google.it).
17. ↑  Gianfranco Salvatore (2000), S. 58–60 (books.google.it).
18. ↑  Sanremo ’66. In: Discografia nazionale della canzone italiana, abgerufen am 11. September 2016.
19. ↑  La linea verde, la linea gialla, la linea rossa: il dibattito. In: Musica & Memoria, abgerufen am 11. September 2016.
20. ↑  Gianfranco Salvatore (2000), S. 101 (books.google.it).
21. ↑  Gianfranco Salvatore: Mogol-Battisti, l’alchimia del verso cantato. Arte e linguaggio della canzone moderna. Castelvecchi editore, Juli 1997, ISBN 88-86232-85-3.
22. ↑  The Grass Roots – Bella Linda. Billboard, abgerufen am 11. September 2016.
23. ↑  Francesco Mirenzi: Battisti talk. La vita attraverso le sue parole: interviste, dichiarazioni, pensieri. Castelvecchi editore, Oktober 1998, ISBN 88-8210-087-1, S. 38.
24. ↑  Alfonso Madeo: Sanremo. In: Corriere della Sera. 31. Januar 1969.
25. ↑  Natalia Aspesi: Sanremo. In: Il Giorno, 31. Januar 1969.
26. ↑  Paolo Panelli: Sanremo. In: Il Messaggero, 2. Februar 1969.
27. ↑  Un’avventura / Non è Francesca. In: Luciobattisti.info, abgerufen am 11. September 2016.
28. ↑  Renzo Stefanel: Ma c’è qualcosa che non scordo. Lucio Battisti – gli anni con Mogol. Arcana Editore, November 2007, ISBN 978-88-7966-370-0, S. 25.
29. ↑  Acqua azzurra, acqua chiara / Dieci ragazze. In: Luciobattisti.info, abgerufen am 11. September 2016.
30. ↑  Giuliana Bonomo: La mia non è una voce, è una “non voce”. In: Giovani, 1. Mai 1969.
31. 1 2 3  Giuliana Bonomo: Vi presento Grazia Letizia Veronese. In: Giovani, 26. Juni 1969.
32. ↑  Flavio Natalia: Grazia Letizia, la sua ‘dama di ferro’. ANSA, 31. August 2008, archiviert vom Original (nicht mehr online verfügbar) am 2. September 2012; abgerufen am 11. September 2016 (italienisch).
33. ↑  Francesco Mirenzi (1998), S. 55.
34. ↑  Vincitori del Festivalbar 1969. In: Festivalbar.it, PromoEsse, abgerufen am 11. September 2016.
35. ↑  Francesco Mirenzi (1998), S. 62.
36. 1 2  Ha vinto il cantante antifestival. In: TV Sorrisi e Canzoni, 14. September 1969.
37. ↑  Mi ritorni in mente / 7 e 40. In: Luciobattisti.info, abgerufen am 11. September 2016.
38. ↑  Luciano Ceri: Lucio Battisti – Pensieri e parole. Una discografia commentata. Tarab, Mai 1996, ISBN 88-86675-08-9, S. 81.
39. ↑  S. G. Biamonte: Patty Pravo: Il paradiso. In: Radiocorriere TV, 25. Mai 1969.
40. ↑  Luciano Ceri: Pensieri e parole. Lucio Battisti: una discografia commentata. Coniglio editore, November 2008, ISBN 978-88-6063-161-9, Eintrag La prima cosa bella.
41. ↑  Fiori rosa, fiori di pesco / Il tempo di morire. In: Luciobattisti.info, abgerufen am 11. September 2016.
42. ↑  Lucio Battisti: Vado a Roma a cavallo ma non mi riconoscerete. In: TV Sorrisi e Canzoni, 21. Juni 1970.
43. ↑  Lucio Battisti: Ci hanno preso per cow boy. In: TV Sorrisi e canzoni, 28. Juni 1970.
44. 1 2  Lucio Battisti: A Roma solo il tempo di riabbracciare la mamma. In: TV Sorrisi e canzoni, 26. Juli 1970.
45. ↑  Vincitori del Festivalbar 1970. In: Festivalbar.it, PromoEsse, abgerufen am 11. September 2016.
46. 1 2  Paolo Valente: Lucio Battisti, il conquistatore. In: Sogno, 12. September 1970.
47. ↑  Emozioni/Anna. In: Luciobattisti.info, abgerufen am 11. September 2016.
48. 1 2 3 4  Gigi Vesigna: Ecco perché dico sempre di no! In: TV Sorrisi e Canzoni, 11. Juli 1971.
49. ↑  Emozioni. In: Luciobattisti.info, abgerufen am 11. September 2016.
50. ↑  Pensieri e parole / Insieme a te sto bene. In: Luciobattisti.info, abgerufen am 11. September 2016.
51. ↑  Gianfranco Salvatore (2000), S. 159 (books.google.it).
52. ↑  Battisti e Mogol al Circolo della Stampa. In: Corriere della Sera. 27. April 1971.
53. ↑  Gianfranco Salvatore (2000), S. 165 (books.google.it).
54. ↑  Aldo Cazzullo: Mogol: un braccio alzato per dirigere il coro. In: Corriere della Sera. RCS MediaGroup, 28. Juni 2005, abgerufen am 11. September 2016.
55. 1 2  In TV – Anni 70. In: Luciobattisti.info, abgerufen am 11. September 2016.
56. ↑  Amore e non amore. In: Luciobattisti.info, abgerufen am 11. September 2016.
57. ↑  Dio mio no / Era. In: Luciobattisti.info, abgerufen am 11. September 2016.
58. ↑  Tino Roberti: La TV censura Battisti «Dio mio no, il pigiama no!» In: Oggi, 25. Oktober 1971.
59. ↑  Tutti Insieme. In: Luciobattisti.info, abgerufen am 11. September 2016.
60. ↑  Romolo Belardi, Pino Guzman: Lucio Battisti ha miracolato la TV. In: Ciao 2001, 20. Oktober 1971 (online, abgerufen am 11. September 2016).
61. ↑  Luciano Ceri (2008), S. 178.
62. ↑  Lucio Battisti vol. 4. In: Luciobattisti.info, abgerufen am 11. September 2016.
63. ↑  Le tre verità / Supermarket. In: Luciobattisti.info, abgerufen am 11. September 2016.
64. ↑  Anche per te / La canzone del sole. In: Luciobattisti.info, abgerufen am 11. September 2016.
65. ↑  Elena no / Una. In: Luciobattisti.info, abgerufen am 11. September 2016.
66. ↑  Francesco Mirenzi (1998), S. 158.
67. ↑  Umanamente uomo: il sogno. In: Luciobattisti.info, abgerufen am 11. September 2016.
68. ↑  I giardini di marzo / Comunque bella. In: Luciobattisti.info, abgerufen am 11. September 2016.
69. 1 2  Roberta Treves: Lasciatemi in pace, voglio restare solo. In: Sogno, 6. Mai 1972.
70. ↑  Tino Roberti: Battisti è davvero un fenomeno? In: Oggi. 1. Juli 1972.
71. ↑  Il mio canto libero. In: Luciobattisti.info, abgerufen am 11. September 2016.
72. ↑  Gianfranco Salvatore (2000), S. 178 (books.google.it).
73. ↑  On Air. In: Luciobattisti.info, abgerufen am 11. September 2016.
74. ↑  Fabrizio Zampa: Dal vivo per Natale. Supersonic con Battisti (stonato). In: Il Messaggero, 14. Dezember 1972.
75. ↑  Matilde Lucchini: Lucio Battisti «marito» all’italiana. In: Sogno, 26. März 1973.
76. ↑  Gigi Vesigna: Assediato per cento ore prima di mostrare il figlio. In: TV Sorrisi e Canzoni, 8. April 1973.
77. ↑  Ornella Ferrario: Dovrà vivere prigioniero come papà. In: Novella 2000, 9. April 1973.
78. ↑  V. C.: Il comune bussa alla porta: vuole da Battisti 57 milioni. In: Novella 2000, 14. Mai 1973.
79. ↑  Fabrizio Soletti: Abbiamo stanato col teleobiettivo Lucio, figlio e moglie in un misterioso rifugio in Brianza pieno di provviste. In: TV Sorrisi e canzoni, 10. Juni 1973.
80. ↑  Gianfranco Salvatore (2000), S. 184.
81. ↑  Pino Casamassima: Lucio Battisti. Il mio canto libero. De Ferrari editore, Oktober 2002, ISBN 88-7172-450-X, S. 127–128.
82. ↑  Il nostro caro angelo. In: Luciobattisti.info, abgerufen am 11. September 2016.
83. 1 2  Armando Gallo: In California per ritrovare l’ispirazione. In: Tv Sorrisi e canzoni, 20. Juli 1975.
84. ↑  Renzo Stefanel: Anima latina. No Reply editore, März 2009, ISBN 88-89155-39-6, S. 355.
85. ↑  Alfonso Amodio, Italo Gnocchi, Mauro Ronconi: Lucio Battisti. Innocenti evasioni. Una bio-discografia illustrata. Editori Riuniti, settembre 2003, ISBN 88-359-5431-2, S. 159.
86. ↑  Francesco Campagner: Erinnerungen an Italiens Pop-König Lucio Battisti. In: WienerZeitung.at. 5. März 2013, abgerufen am 12. September 2016.
87. ↑  Gianfranco Salvatore (1997), S. 304 f. (books.google.it).
88. ↑  Renzo Stefanel (2007), S. 153.
89. ↑  Gianfranco Salvatore (2000), S. 201–202.
90. ↑  Hanno tentato di rapire il figlio di Battisti. In: Il corriere di informazione, 18. Juli 1975.
91. ↑  Gianfranco Salvatore (2000), S. 203 (books.google.it).
92. ↑  Renato Marengo: Lucio Battisti: «Non sono un mostro!» In: Nuovo Sound, 12. Dezember 1975.
93. ↑  Renzo Stefanel (2009), Kapitel 27 (S. 355–389).
94. ↑  Gianfranco Salvatore (2000), S. 207–209 (books.google.it).
95. ↑  Michele Bovi: Tg2 Dossier, Rai Due, 9. März 2008.
96. 1 2  Luciano Ceri (2008), S. 253.
97. ↑  Renzo Stefanel (2009), S. 361.
98. ↑  Tullio Lauro, Leo Turrini (1995), S. 52.
99. ↑  Christian Calabrese: Intervista a Marva Jan Marrow. In: HitParadeItalia, abgerufen am 11. September 2016.
100. ↑  Franz Di Cioccio, Riccardo Bertoncelli: Sulle corde di Lucio. Giunti Editore, Juni 2008, ISBN 88-09-05841-0, S. 139–140.
101. ↑  Io tu noi tutti. In: Luciobattisti.info, abgerufen am 11. September 2016.
102. ↑  Images. In: Luciobattisti.info, abgerufen am 11. September 2016.
103. 1 2  Franz Di Cioccio, Riccardo Bertoncelli (2008), S. 135–136.
104. ↑  Gianfranco Salvatore (2000), S. 215.
105. ↑  Una donna per amico. In: Luciobattisti.info, abgerufen am 11. September 2016.
106. ↑  Inediti. In: Luciobattisti.info, abgerufen am 11. September 2016.
107. ↑  Una giornata uggiosa. In: Luciobattisti.info, abgerufen am 11. September 2016.
108. ↑  In TV - Anni 80. In: Luciobattisti.info, abgerufen am 11. September 2016.
109. ↑  Claudio Sabelli Fioretti, Giorgio Lauro: Il mio amico Lucio Battisti – Intervista a Mogol. Aliberti editore, September 2008, ISBN 978-88-7424-342-6, S. 53.
110. 1 2  Claudio Sabelli Fioretti, Giorgio Lauro (2008), S. 63.
111. ↑  Gianfranco Salvatore (2000), S. 224.
112. 1 2  Gianfranco Salvatore (2000), S. 226.
113. ↑  Francesco Buffoli: Lucio Battisti – Un’emozione italiana. In: Ondarock.it, abgerufen am 11. September 2016.
114. ↑  Gianluca Veltri: Lo sguazzo dell’ardire e dell’osare. Nazione Indiana, 3. Juni 2007, abgerufen am 11. September 2016.
115. ↑  Gianfranco Salvatore (2000), S. 232 (books.google.it).
116. ↑  Don Giovanni. In: Luciobattisti.info, abgerufen am 11. September 2016.
117. 1 2  Tullio Lauro, Leo Turrini (1995), S. 116–117.
118. 1 2  È ancora tra i “re” dei diritti d’autore. ANSA, 31. August 1998, archiviert vom Original (nicht mehr online verfügbar) am 22. Mai 2010; abgerufen am 11. September 2016 (italienisch).
119. ↑  L’apparenza. In: Luciobattisti.info, abgerufen am 11. September 2016.
120. ↑  Luciano Ceri (2008), S. 323–324.
121. ↑  La sposa occidentale. In: Luciobattisti.info, abgerufen am 11. September 2016.
122. ↑  Cosa succederà alla ragazza. In: Luciobattisti.info, abgerufen am 11. September 2016.
123. 1 2 3 4  Tullio Lauro, Leo Turrini (1995), S. 123.
124. ↑  Adriano Celentano: Un’estate con Lucio Battisti e quel sogno impossibile con Mina. In: Corriere della Sera. RCS MediaGroup, 5. Oktober 1998, archiviert vom Original (nicht mehr online verfügbar) am 23. September 2012; abgerufen am 11. September 2016 (italienisch).
125. ↑  Battisti lascia la Sony, chi offre di più? In: La Repubblica. 20. Januar 1994, abgerufen am 11. September 2016.
126. ↑  Hegel. In: Luciobattisti.info, abgerufen am 11. September 2016.
127. 1 2  Tullio Lauro, Leo Turrini (1995), S. 130–135.
128. ↑  Patrizia Orpello: Ecco l’uomo che ha licenziato Battisti. In: Sette. 22. September 1994.
129. ↑  Mario Luzzatto Fegiz: Mogol Battisti, torna l’intesa? In: Corriere della Sera. 14. September 1995, archiviert vom Original (nicht mehr online verfügbar) am 23. September 2012; abgerufen am 11. September 2016 (italienisch).
130. ↑  9115 Battisti (1997 DG) In: Jet Propulsion Laboratory - Small-Body Database, NASA, abgerufen am 11. September 2016.
131. ↑  Riecco Lucio Battisti. In: Corriere della Sera. RCS MediaGroup, 2. Juli 1997, archiviert vom Original (nicht mehr online verfügbar) am 18. Januar 2013; abgerufen am 11. September 2016 (italienisch).
132. ↑  Lucio Battisti, come Prince, vende il suo nuovo disco su Internet? In: Rockol.it, 1. aprile 1998, abgerufen am 11. September 2016.
133. ↑  luciobattisti.com (Memento vom 25. Februar 1999 im Internet Archive), abgerufen am 11. September 2016.
134. ↑  Mario Luzzatto Fegiz: “Nuovo disco di Battisti”. Ma è un pesce d’aprile. In: Corriere della Sera. RCS MediaGroup, 1. April 1998, archiviert vom Original (nicht mehr online verfügbar) am 23. September 2012; abgerufen am 11. September 2016 (italienisch).
135. ↑  Che spasso quel disco di Luc(c)io Battisti. In: Repubblica.it, 2. April 1998, abgerufen am 11. September 2016.
136. ↑  Un pesce di nome Lucio. In: Rockol.it, 1. April 1998, abgerufen am 11. September 2016.
137. 1 2  Paura per Lucio Battisti: operato. In: Repubblica.it, 29. August 1998, abgerufen am 11. September 2016.
138. 1 2  Alberto Berticelli, Francesco Folda, Maria Volpe: Lucio Battisti in ospedale: è grave. In: Corriere della Sera. RCS MediaGroup, 30. August 1998, archiviert vom Original (nicht mehr online verfügbar) am 23. September 2012; abgerufen am 11. September 2016 (italienisch).
139. ↑  Luigi Offedu: Qualche mazzo di fiori e pochi fans rispediti a casa. In: Corriere della Sera. RCS MediaGroup, 31. August 1998, archiviert vom Original (nicht mehr online verfügbar) am 23. September 2012; abgerufen am 11. September 2016 (italienisch).
140. ↑  Lucio Battisti è morto stamattina. ANSA, 9. September 1998, archiviert vom Original (nicht mehr online verfügbar) am 5. Juni 2011; abgerufen am 11. September 2016 (italienisch).
141. ↑  Gianfranco Salvatore (2000), S. 243 (books.google.it).
142. 1 2  Mattia Feltri: I giorni segreti. Abgerufen am 11. September 2016.
143. ↑  Gianfranco Salvatore (2000), S. 244 (books.google.it).
144. ↑  Vedova di Battisti cita Comune. In: TGcom24, Mediaset, 7. September 2006, abgerufen am 11. September 2016.
145. ↑  Guerra legale su Battisti tra la vedova e i Delta V. In: Repubblica.it, 16. März 2004, abgerufen am 11. September 2016.
146. 1 2  Mario Luzzatto Fegiz: Battisti, la vedova contro i Dik Dik. In: Corriere della Sera. RCS MediaGroup, 3. August 2005, archiviert vom Original (nicht mehr online verfügbar) am 21. Januar 2012; abgerufen am 11. September 2016 (italienisch).
147. ↑  Andrea Laffranchi: In 65mila a lezione dal «prof» Ligabue. In: Corriere della Sera. 5. August 2008, abgerufen am 11. September 2016.
148. ↑  Manuel Spadazzi: Lucio non tornerà: le ceneri di Battisti restano con la vedova. In: Il Resto del Carlino. 10. September 2013, abgerufen am 11. September 2016.
149. ↑  Carlo Vulpio: Concerti e inediti tv per ricordare Battisti. In: Corriere della Sera. RCS MediaGroup, 8. September 2000, archiviert vom Original (nicht mehr online verfügbar) am 23. September 2012; abgerufen am 11. September 2016 (italienisch).
150. ↑  Tullio Lauro, Leo Turrini (1995), S. 121.
151. ↑  Antonio Lodetti: Sorpresa, Battisti è “mondiale”. Il Giornale, 10. Mai 2010, abgerufen am 11. September 2016.
152. ↑  Gianfranco Salvatore (2000), S. 179 (books.google.it, abgerufen am 11. September 2016).
153. ↑  Cesare Cremonini: Fan. In: Cesarecremonini.it. 4. Juni 2006, archiviert vom Original (nicht mehr online verfügbar) am 19. September 2010; abgerufen am 11. September 2016 (italienisch).
154. ↑  Stesso mare, nuovi miti il falò suona Lùnapop. In: Repubblica, 11. August 2001, abgerufen am 11. September 2016.
155. ↑  “Il primo bacio sulla luna” di Cesare Cremonini. (Memento vom 24. September 2015 im Internet Archive) In: Soundmagazine.it, 25. September 2008, abgerufen am 11. September 2016.
156. ↑  Tullio Lauro, Leo Turrini (1995), S. 85–86, 115.
157. ↑  Rita Celi: La prima volta di Zucchero in chat. In: Repubblica, 31. Oktober 1998, abgerufen am 11. September 2016.
158. ↑  A colloquio con Gianluca Grignani, che in una intervista-video di Tio si toglie qualche sassolino dalla scarpa. In: Ticinonline, 7. November 2008, abgerufen am 28. Mai 2020.
159. ↑  Tullio Lauro, Leo Turrini (1995), S. 135.
160. 1 2  Edmondo Berselli: Dal magico dna di “Volare” la mappa delle note italiane. In: Repubblica, 26. Februar 2006, abgerufen am 11. September 2016.
161. ↑  Ligabue: Forza Lucio, sono con te. In: Repubblica, 30. August 1998, abgerufen am 11. September 2016.
162. ↑  Pippo Augliera: Le cover della raccolta “Grazie, amici miei” recensite da Mia Martini. (Memento vom 14. Juli 2011 im Internet Archive) In: Musicalnews.com, abgerufen am 11. September 2016.
163. ↑  Ennio Morricone: Un rivoluzionario che recitava cantando. In: Il Messaggero, 10. September 1998.
164. ↑  Concerti, Gianna Nannini porta il rock sinfonico all’Arena di Verona. In: Rockol.it, 6. Juni 2009, abgerufen am 11. September 2016.
165. ↑  La compagnia: mini album per Vasco Rossi. In: Jugo.it, 11. Mai 2007, abgerufen am 11. September 2016.
166. ↑  Gianfranco Salvatore (2000), S. 152 (Link, abgerufen am 11. September 2016).
167. ↑  Giancarlo Dotto: Renato Zero “Senza circo ma sempre un clown”. In: La Stampa, 29. Juni 2009, abgerufen am 11. September 2016.
168. 1 2  Chartquellen (Alben):
  - Guido Racca: M&D Borsa Album 1964-2019. Selbstverlag, 2019, ISBN 978-1-09-470500-2, S. 112 f.
  - Guido Racca & Chartitalia: Top 100 FIMI Album. Lulu, 2013, S. 74 f. (IT 1995–2012).
  - Alben von Lucio Battisti. In: Italiancharts.com. Hung Medien, abgerufen am 11. Juli 2023 (IT seit 2000).
169. 1 2 3 4 5 6 7 8 9 10 11 12 13 14 15 16 17 18  Auszeichnungsarchiv. FIMI, abgerufen am 27. November 2024 (italienisch).
170. ↑  Chartquellen (Singles):
  - M&D-Chartarchiv. Musica e dischi, abgerufen am 10. September 2016 (italienisch, kostenpflichtiger Abonnement-Zugang; bis 1997).
  - Guido Racca & Chartitalia: Top 100 FIMI Singoli. Lulu, 2013, S. 69 (1997–2012).
171. ↑  Carlo Moretti: Quel cross di Morandi per Lucio Battisti. In: Repubblica.it. 24. Mai 2011, abgerufen am 11. September 2016 (italienisch).
172. ↑  Gigi Vesigna: Il momento magico di Lucio Battisti. In: TV Sorrisi e canzoni, Nr. 4, 25. Januar 1970, S. 30–31.
173. ↑  Gherardo Gentili: «Me ne infischio delle mode». In: TV Sorrisi e canzoni, Nr. 50, 3. Dezember 1978, S. 60–63.
174. ↑  Pino Casamassima (2002), S. 10.
175. ↑  Aldo Vitali: Lucio Battisti memory. In: TV Sorrisi e canzoni, Nr. 37, 6.–12. September 2008, S. 70.
176. ↑  Pensieri e parole. Rete 4, 7. September 2004, 00:27:10.
177. ↑  Striscia la notizia, Canale 5, 21. März 2009.
178. ↑  Lucio Battisti, “emozioni” su tela. In: L’Espresso. 30. August 2011, abgerufen am 11. September 2016.
179. ↑  Maria Rosaria De Simone: Lucio Battisti, il tratto delle emozioni. In: Itali@ Magazine. 14. September 2011, abgerufen am 11. September 2016.
180. ↑  Musica: eredi Battisti contro mostra quadri Auditorium, in dubbio autenticità. (Memento vom 4. März 2016 im Internet Archive) In: Libero. 11. Oktober 2011, abgerufen am 11. September 2016.
181. ↑  Musica: Borgna a eredi Battisti, quei quadri li aveva il padre di Lucio. (Memento vom 4. März 2016 im Internet Archive) In: Libero. 11. Oktober 2011, abgerufen am 11. September 2016.
182. ↑  Quadri di Lucio Battisti in mostra, ma gli eredi: sicuri che siano suoi? In: Corriere della Sera. 11. Oktober 2011, abgerufen am 11. September 2016.

| Personendaten    | Personendaten                          |
| ---------------- | -------------------------------------- |
| NAME             | Battisti, Lucio                        |
| KURZBESCHREIBUNG | italienischer Sänger und Liedschreiber |
| GEBURTSDATUM     | 5. März 1943                           |
| GEBURTSORT       | Poggio Bustone, Provinz Rieti          |
| STERBEDATUM      | 9. September 1998                      |
| STERBEORT        | Mailand                                |